# Шаалов, Хайбула Шаалович
Хайбула Шаалович Шаалов — российский борец вольного стиля, бронзовый призёр чемпионата России 2008 года, победитель и призёр ряда турниров, в том числе и международных, победитель Межконтинентального кубка 2013 года в Хасавюрте. Выступал в полулёгкой весовой категории (до 55 кг). Его наставниками были Анвар Магомедгаджиев и Омарасхаб Курамагомедов.

## Спортивные результаты
- Кубок губернатора Краснодарского края (Краснодар, 2007) — ;
- Чемпионат России по вольной борьбе 2008 года — .
- Турнир «Али Алиев» (Каспийск, 2009) — ;
- Турнир «Али Алиев» (Каспийск, 2010) — ;
- Турнир на призы Юсупа Абдусаламова (Ботлих, 2011) — ;
- Турнир «Владимир Семёнов» (Нефтеюганск, 2013) — .

## Личная жизнь
Является выходцем из Чародинского района Дагестана.